# Anemzi
Anemzi  (in arabo انمزي‎?) è un centro abitato e comune rurale del Marocco situato nella provincia di Midelt, regione di Drâa-Tafilalet. Conta una popolazione di 4 885 abitanti (censimento 2014).